# Mike Mainieri

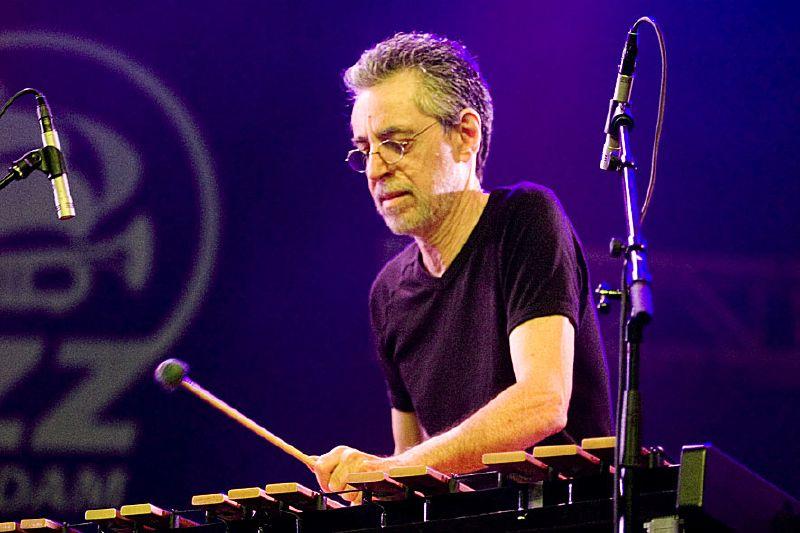
Mike Mainieri

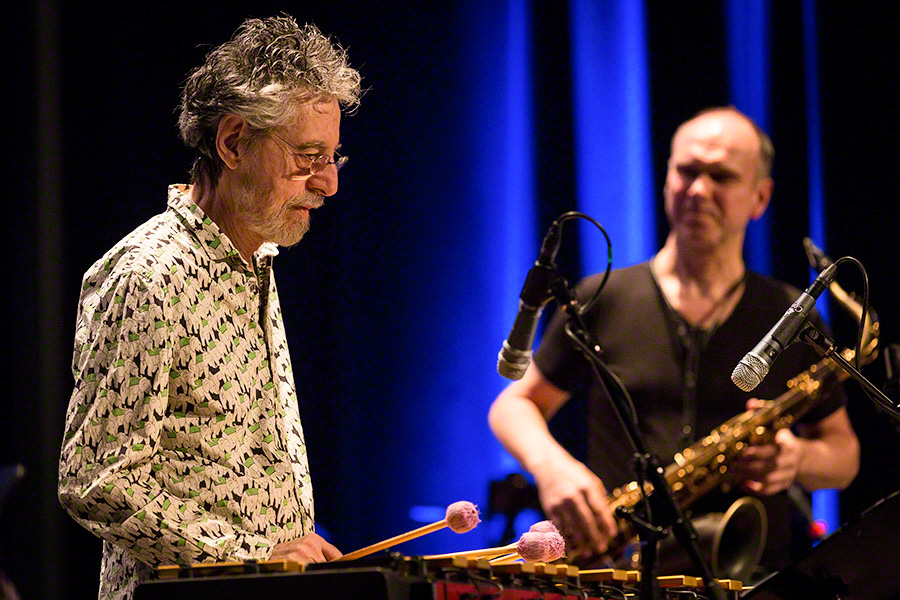
Mainieri under en konsert i Oslo 2016.
Foto: Tore Sætre

Michael T. Manieri, Jr., född 4 juli, 1938 i Bronx, New York, är en amerikansk vibrafonist och mest känd för sitt arbete inom jazz fusion-gruppen Steps Ahead.
Mainieri har spelat in med olika jazzartister, inklusive Buddy Rich, Wes Montgomery, Jeremy Steig och många andra. Han medverkade på ett av Laura Nyros livealbum och har också utgivit ett antal album och videor som ledare för olika bolag. Som producent har bland annat producerat tre album av Carly Simon och The Beatles-hyllningarna Come Together: Guitar Tribute To The Beatles och Come Together: Guitar Tribute To The Beatles Vol. 2.